# エルミア・デ・ホーリー
エルミア・デ・ホーリー（Elmyr de Hory, 1906年4月14日 - 1976年12月11日）は、ハンガリー出身、ユダヤ系の贋作画家。オリジナルの作品は凡庸だったが、贋作者としては天才であり、1946年から1967年までの21年間にルノワール、モディリアーニ、ドラン、デュフィ、マティス、ヴラマンクなどの贋作を1000点近く描き続け、それらを世界中の美術館やコレクターに売却した。彼の生涯は映画『オーソン・ウェルズのフェイク』にも取り上げられている。
今日知られている彼の伝記的事実は、そのほとんどをアメリカの作家クリフォード・アーヴィングの『贋作』（早川書房）に負っている。

## 経歴

### 幼年～青年期
ホーリーによると、彼の本名はエルミア・ドーリー＝ブータン（Elmyr Dory-Boutin）で、父はオーストリア＝ハンガリー帝国の外交官、母は銀行家一族の出身だった。本名はホフマン・エレメール・アルベルト（Hoffmann Elemér Albert）だったとの説もある。彼は両親の判断で、複数の住み込みの女性家庭教師に委ねられて育った。16歳の時に両親は離婚した。
ホーリーはブダペストに遊学し、同性愛の習慣を持つようになった。18歳の時、ミュンヘンのハインマン美術アカデミーに入学し、絵画の古典技法を学んだ。また、1926年にはパリへ留学し、グランド・ショミエール美術学校に入学、ここでフェルナン・レジェに教わっている。贅沢の味も覚えたが、結局ハンガリーに帰国した。
ハンガリーに帰国後、ホーリーはある英国人ジャーナリストと知り合ったが、この人物がスパイの容疑をかけられたため、彼もまた政治犯として投獄された。彼は似顔絵を描くことで獄卒に取り入り、第二次世界大戦中に釈放されたが、1年もしないうちに、今度はユダヤ人としてドイツの強制収容所に送られた。激しい暴行を受けた彼はベルリンの医療刑務所に移された際に脱獄し、ハンガリーに帰国した。しかし両親は既に殺されており、遺産は没収されていたため、手持ちの金でフランスに移住し、画家として生計を立てることを試みた。

### 贋作画家誕生
1946年、ホーリーはピカソの複製を描き、これを本物と偽って英国の友人に売りつけた。彼の手になるピカソの贋作は大変よく描けており、遺産の残りと称して画廊に売っても誰も怪しまず、当時の金で1枚100ドルから400ドルの値がついた。
同年からホーリーは画商役のジャック・チェンバレンと組み、ヨーロッパ各地を旅して贋作を売りさばいた。しかし、折半する取決めだった売上の大半をチェンバレンが横取りしていたため、彼と絶交して一人で旅するようになった。

### アメリカでの生活
1947年にホーリーは3ヶ月のビザで米国に入り、全米を旅するうちに、この国にとどまることを決意した。オリジナルの作品を描いたこともあったが全く売れず、結局生活のために再び贋作を描き始めた。ピカソだけではなく、マティス、モディリアーニ、ルノワールの油絵も偽造したが、この頃になると一部の画廊は彼に疑惑の目を向け始めたため、彼はルイ・カスー、ジョゼフ・ドリー、ジョゼフ・ドリー＝ブータン、エルミール・エルゾーグ、エルミア・ホフマン、さらにE・レナールといった複数の偽名を使い分けるようになった。
1950年代にはマイアミへ定住し、郵便で贋作を売り続けた。レパートリーを広げるべく研鑽も怠らなかった。しかし、1955年にフォッグ美術館に買い取られたマティスの贋作の一つが、研究者たちによって贋作であると見抜かれてしまい、調査が始まった。また同年、シカゴの画商ジョーゼフ・W・フォークナーもホーリーから買った絵が贋作であることを発見し、連邦裁判所に彼を告訴した。ホーリーはメキシコシティに逃亡したが、英国の同性愛者を殺害した容疑をでっち上げられて逮捕され、短期間を牢獄で過ごす羽目になった。警察から所持金を巻き上げられたため、弁護士を雇って争ったが、この弁護士から法外な報酬を請求されたので、ホーリーは自らの贋作の一点を現物で渡して報酬に代え、そして米国に戻った。
米国に戻ると、複数の美術館がかつてホーリーから安く買い取った贋作を高値で売り出していた。そして、彼の贋作の手法は周知となっていた。彼は再び、偽の石版画（リトグラフ）を売り歩いて生計を立てるようになった。鬱病を患ってワシントンD.C.で睡眠薬自殺を図ったこともあるが、回復すると彼はマイアミに舞い戻った。
マイアミで彼は画商フェルナン・ルグロと知り合った。ルグロが売上の4割を取り分とすることを条件として、彼らは全米を旅し、贋作を売って回った。しかし、ルグロが自分の取り分を5割に引き上げるよう要求し始め、また、レアル・ルサールというカナダ人の恋人と痴話喧嘩を繰り広げたため、ホーリーは嫌気が差して彼らのもとを去った。

### ヨーロッパへの帰還
1959年、ホーリーがヨーロッパに戻ると、パリでルグロに出くわした。自らの贋作のストックがまだニューヨークに残っていることをルグロに告げると、彼はそれを無断で着服して売りさばき、画商として名声を博した。1年後、ルグロが画商の資格を取った時に、ホーリーはまたこの男と組むようになった。ルグロとルサールはホーリーの贋作を売って、彼のもとに1ヶ月400ドルを持ってきた。
彼は1962年にイビサ島へ移住した。同じ頃、ルグロとルサールは彼の絵を売って巨万の富を築き上げていたが、ホーリーにははした金しか寄越さなかった。ルグロはホーリーをなだめるため、イビサに彼の家を建ててやった。一方でホーリーの作品は贋作であることが知れ渡るようになり、インターポールがルグロとルサールを追い始めた。
1966年、ルグロはテキサス州の石油王アルジャー・ハートル・メドウズに56点の絵を売ったが、メドウズはこれらの大半が贋作と知って激怒し、ルグロを訴えた。ルグロは取り乱し、ホーリーをイビサの家から出してヨーロッパ本土に追い返した。ルグロとルサールは逮捕された。
ホーリーは覚悟の上でイビサに戻り、警察に逮捕された。1968年8月、彼はスペインの法廷で懲役刑を言い渡され、2ヶ月間服役した。罪状は同性愛行為と犯罪共謀である。1968年10月に釈放された彼はイビサから追放された。

### 贋作画家廃業
1年後、ホーリーは自らの数奇な人生をクリフォード・アーヴィングに語り、テレビやオーソン・ウェルズの映画に出演することで名士となった。名声と共にイビサに舞い戻った彼は、再び絵を描こうと決意した。贋作ではなく彼自身の作品をである。絵はほとんど売れなかったが、評価はされた。
しかしこの頃になってフランスの警察が詐欺容疑で動き出し、ホーリーの身柄引渡しを要求しはじめた。そして、彼は1976年12月11日、自宅で睡眠薬自殺しているところを発見された。友人の中には、彼は身柄引渡しを阻むために死を装っただけで、実はまだ生きていたのだと唱える者もいたが証拠はない。遺体は生前愛してやまなかったイビサの地に眠っている。
死後、ホーリーのオリジナル作品は人気が出て高値で取引されるようになった。皮肉なことに、今日では彼のオリジナル作品の贋作が出回るほどである。

### デ・ホーリーと日本
デ・ホーリーの贋作は日本の美術館にも所蔵されている。デ・ホーリーの画商のルグロは1963年と1964年の二度にわたって来日し、東京都千代田区の帝国ホテルに宿泊した。当時ルグロを訪ねたエール・フランス関係者の証言によると、ルグロは帝国ホテルの自室の中に、高価であるべき様々な絵をまるでスーパーから買ってきた食料品のように無造作に放り出していたという。
このときの絵は、1964年、国立西洋美術館によってドランの油絵の大作『ロンドン橋』ならびにデュフィのグワッシュ『アンジュ湾』という触れ込みで購入された。前者の購入価格は2238万円、後者は280万円だった。このほか、ルグロはモディリアーニのデッサン『女の顔』という触れ込みの贋作を129万円で同美術館に売りつけることに成功している。たまたま同じ時期に訪日中だったフランス文化相アンドレ・マルローは、同美術館館員佐々木静一から頼まれ、商談完了前にこれらの絵を見てやった。このときマルローは「こんな優れた作品が、なぜフランス国外に流出したのか」と驚きの言葉を述べた。そしてマルローはこれらの作品の価格を聞かされると、こんな立派な作品ならそれも至極当然でしょうと発言した。こうして25万ドル以上の金を握ったルグロたちは、デ・ホーリーへの土産として日本製の6インチポータブルテレビを買って離日した。
これらの絵については、1966年2月17日、第55回参議院文教委員会にて小林武参議院議員が贋作疑惑を追及したが、同美術館事業課長の嘉門安雄は「真作にまちがいない」と主張した。そして1967年5月9日、小林議員は再びこの問題を取り上げて同美術館館長富永惣一を問い詰めたが、富永は鑑定書を根拠にあくまで真作であるとの見解を変えなかった。しかしその後、クリフォード・アーヴィングの前掲書（1969年）によってこの時の鑑定書は偽造に過ぎなかったことが明らかにされた。この後、1971年9月18日、文化庁と同美術館は3点とも「真作とするには疑わしい。今後一切展示しない」との声明を発表した。
また、ホーリーによる贋作と見られる作品13点を、贋作であることを明示して展示・販売する目的で日本の美術商が輸入しようとした際に、大阪税関において関税定率法に抵触する著作権侵害物品として積み戻しを命じられる事件（贋作絵画輸入事件）が発生している。美術商側は著作権侵害物品ではないとして告訴したが、平成8年の一審・翌年の二審ともに原画の複製物・二次著作物であるとして請求は棄却された。